# ピエール・デュエム

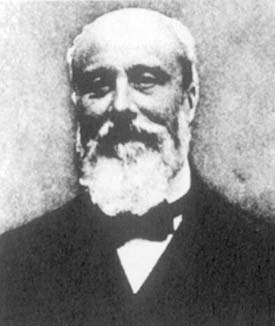
ピエール・デュエム

ピエール・モーリス・マリー・デュエム（Pierre Maurice Marie Duhem、1861年6月10日 - 1916年9月14日）は、フランスの物理学者、科学哲学者。パリ生まれ。エコール・ノルマル・シュペリウール出身。1887年からリール大学、1893年からレンヌ大学、1894年からボルドー大学で理論物理学の教鞭を執った。
マッハ主義に立脚しエネルギー論を展開。力学史、中世・ルネサンス時代の物理学を研究、著書多数。
デュエムが提唱し、クワインが引き継いだ、デュエム-クワイン・テーゼ（Duhem-Quine thesis）は、新科学哲学の基礎になっている。また、熱力学におけるギブズ-デュエムの式でも知られる。